# Musée archéologique d'Aqaba
Le musée archéologique d'Aqaba est un musée archéologique établi à Aqaba en Jordanie.
De dimensions modestes (4 petites salles), il est installé dans une maison ayant appartenu à Hussein ben Ali, l'instigateur de la Révolte arabe en 1916. Celle-ci est située entre la Place de la Révolution arabe, où se trouve la hampe du drapeau de la Révolution arabe, et le fort mamelouk pris lors de la révolte en 1917 (attaque à laquelle participa Lawrence d'Arabie).

## Objets exposés
Les objets sont variés, comme l'a été l'histoire de la ville. Ils sont notamment issus des fouilles des époques nabatéennes, romaine et byzantine, de l'ancienne église d'Aqaba et de la ville musulmane de Ayla.
Parmi les objets insolites figurent la première borne de la Via Nova Traiana, et des vases issus de la dynastie chinoise des Song du Nord. 
Le musée abrite également d'importantes collections issues des fouilles du site nabatéen d'Hawara (actuellement Humayma).